# گمینا ووشتسه
گمینا ووشتسه (به لهستانی:  Gmina Łosice) یک گمینا در لهستان است که در شهرستان ووشتسه واقع شده‌است. گمینا ووشتسه ۱۲۱٫۲۲ کیلومتر مربع مساحت و ۱۰٬۹۶۱ نفر جمعیت دارد.